# Il Megafono - Lista Crocetta
Il Megafono - Lista Crocetta è stato un partito politico regionalista di centro-sinistra, presieduto dall'ex presidente della Regione Siciliana Rosario Crocetta.

## Storia

### La nascita
Il Megafono compare per la prima volta sulla scena politica come lista elettorale a sostegno di Rosario Crocetta, candidato Presidente di Partito Democratico ed Unione di Centro. La lista consegue 118.346 voti ed il 6,17 %, ottenendo cinque parlamentari all'Assemblea regionale siciliana.
La nuova formazione viene costituita ufficialmente il 22 novembre 2012 e viene ribattezzato in Il Megafono - Lista Crocetta; mantiene la sua indipendenza dal Partito Democratico e nascono i coordinamenti provinciali.

### Elezioni politiche del 2013
Alle elezioni politiche del 2013 il Megafono partecipa alla competizione elettorale, prendendo parte alla coalizione di centro-sinistra Italia. Bene Comune (composta da PD, SEL e Centro Democratico) a sostegno del candidato premier Pier Luigi Bersani.
Le liste vengono presentate solamente al Senato della Repubblica in Sicilia. Nonostante nella regione siciliana il premio di maggioranza venga assegnato al centro-destra, Il Megafono riscuote comunque un ragguardevole 6,16%, che consente l'elezione di un senatore, il capolista Giuseppe Lumia.

### Sviluppi successivi
Alle elezioni amministrative siciliane del 9 e 10 giugno 2013 il Megafono ottiene il 12,11% a Catania, l'8,97% a Messina, il 6,24% a Ragusa ed il 5,71% a Siracusa.
Nel giugno 2013 aderisce al movimento un consigliere comunale di Firenze, Susanna Agostini, eletta nel PD. Nello stesso periodo nasce il Megafono Toscano.
Il 20 luglio 2013 la direzione siciliana del PD approva una mozione nella quale si ribadisce che "non possono coesistere modalità di doppia militanza" di iscritti del PD nel "Megafono" di Crocetta.
Alle elezioni europee del 2014 un esponente del Megafono, l'assessore della giunta Crocetta Michela Stancheris, è candidata nella lista del PD ma non viene eletta.
Alle elezioni amministrative del 31 maggio e del primo giugno 2015 il Megafono a Gela ottiene l'11,63% dei voti.
Il 27 luglio del 2015, il gruppo parlamentare de Il Megafono all'ARS, viene sciolto.

### Regionali Siciliane del 2017
Già nel febbraio 2017 Rosario Crocetta costituisce un'associazione chiamata "#Riparte Sicilia", per "andare oltre il Megafono" ma in luglio annuncia la sua intenzione di ricandidarsi alla presidenza della Regione, ricostituendo la lista "Il Megafono"
Il 19 settembre 2017 viene ricostituito il gruppo parlamentare all'ARS a cui aderiscono, oltre allo stesso Crocetta, anche altri quattro deputati regionali provenienti dal PD.
Nonostante ciò le liste del movimento non vengono ripresentate alle regionali siciliane del 5 novembre 2017, alcuni candidati del Megafono vengono comunque inseriti all'interno di Arcipelago Sicilia-Micari Presidente, lista civica a sostegno del candidato presidente del centro-sinistra Fabrizio Micari, ma nessuno viene eletto.

### L'indagine per finanziamento illecito
Il 15 maggio 2018 Rosario Crocetta riceve un avviso di garanzia dalla procura di Caltanissetta perché indagato per associazione a delinquere finalizzata alla corruzione e per finanziamento illecito ai partiti, nell'ambito dell'inchiesta "Double face", che ha portato all'arresto dell'ex vicepresidente di Confindustria Antonello Montante e diversi esponenti delle forze dell'ordine. Avrebbe ricevuto un milione di euro nel 2012 da 5 imprenditori per la sua campagna elettorale e della lista il Megafono.

## Struttura
È strutturato in circoli comunali che dipendono dai coordinamenti provinciali. Non sono ancora stati convocati congressi. Il presidente Crocetta ha "previsto la possibilità di una doppia tessera".

### Nelle istituzioni

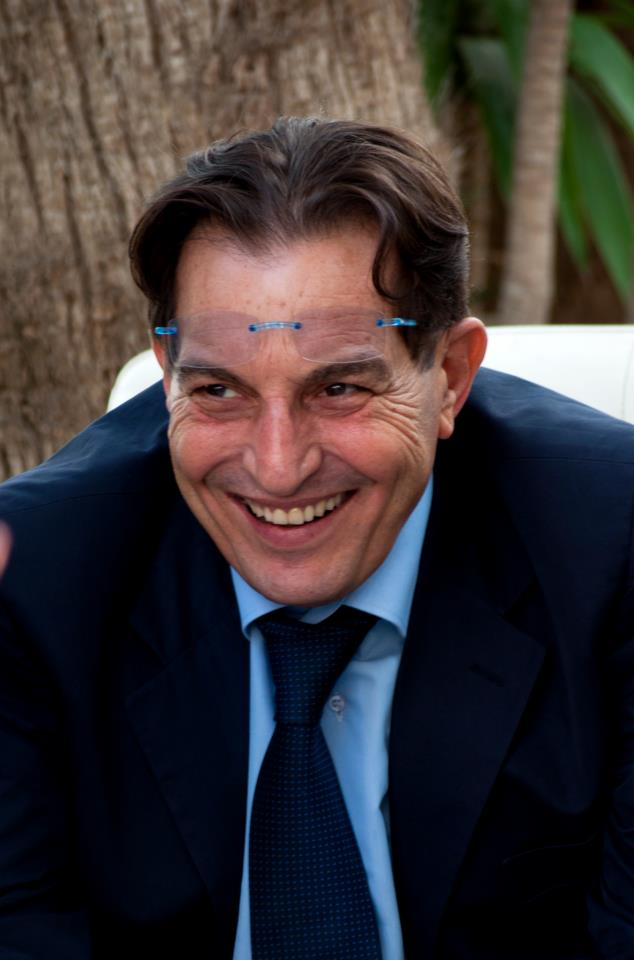
Rosario Crocetta, leader de "Il Megafono".

#### Assemblea Regionale Siciliana
Nel novembre 2012 aderiscono al gruppo de Il Megafono Lista Crocetta dell'ARS 6 deputati regionali, che restano 5 perché Crocetta nel novembre 2013 ha lasciato il gruppo per aderire a quello del PD.
Nel giugno 2014 i 5 lasciano Il Megafono e creano un gruppo autonomo "Territorio e socialisti".
Alle elezioni regionali del novembre 2017 non presentano lista autonoma e nessuno dei suoi esponenti candidati nelle liste di centrosinistra viene eletto.

#### Senato della Repubblica
Eletto nella lista del Megafono nel Senato della Repubblica:
- Giuseppe Lumia[4] (2013-2018).

## Risultati elettorali
|                                   | Voti                  | %    | Seggi |   |
| Regionali Sicilia 2012            | 118.346               | 6,03 | 5     |   |
| Politiche 2013                    | Camera (non presente) | -    | -     | - |
| Senato (presente solo in Sicilia) | 138.581               | 0,45 | 1     |   |